# Giovanni Bernaudeau
Giovanni Bernaudeau (Fontenay-le-Comte, 25 de agosto de 1983) es un ciclista francés. Es el hijo de Jean-René Bernaudeau.

## Biografía
Giovanni Bernaudeau debutó en el Vélo club del Pays de la Châtaigneraie antes de unirse al club Vendée U-Pays de la Loire. Debutó como profesional en 2005 con el equipo Bouygues Telecom dirigido por su padre, Jean-René Bernaudeau. 
Con este equipo, participó en el Giro de Italia, terminando 110.º en 2005. Obtuvo sus mejores resultados en 2008, terminando 6.º de la Tropicale Amissa Bongo en Gabón, segundo en la 5.ª etapa de la Vuelta a Baviera y 4.º de la segunda etapa del Tour de Polonia.
En 2011 estuvo cerca de la victoria en la Tropicale Amissa Bongo consiguiendo la segunda plaza en la 3.ª etapa por detrás del joven Nacer Bouhanni, y realizó una buena París-Corrèze siendo décimo de la general.  En 2012 fue 36.º de la París-Niza. En la Dauphiné se escapó durante la primera etapa y debido a esto consiguió de manera provisional el maillot de la montaña.

## Palmarés
No consiguió victorias como profesional.

## Resultados en Grandes Vueltas
| Carrera | Carrera         | 2005  | 2006 | 2007 | 2008 | 2009 | 2010 | 2011 | 2012 | 2013 | 2014 | 2015 |
| ------- | --------------- | ----- | ---- | ---- | ---- | ---- | ---- | ---- | ---- | ---- | ---- | ---- |
|         | Giro de Italia  | 110.º | Ab.  | —    | —    | —    | —    | —    | —    | —    | —    | —    |
|         | Tour de Francia | —     | —    | —    | —    | —    | —    | —    | Ab.  | —    | —    | —    |
|         | Vuelta a España | —     | —    | Ab.  | —    | Ab.  | —    | —    | —    | —    | —    | —    |

—: no participa

Ab.: abandono